# Jen Hudak
Jennifer "Jen" Hudak (Hamden (Connecticut), 7 september 1986) is een Amerikaanse freestyleskiester.

## Carrière
Bij haar wereldbekerdebuut, in november 2003 in Saas-Fee, behaalde Hudak direct haar eerste toptienklassering. Tweeënhalf jaar later stond ze in Apex voor de eerste maal in haar carrière op het podium van een wereldbekerwedstrijd. In maart 2008 boekte Hudak in Valmalenco haar eerste wereldbekerzege.
Op de wereldkampioenschappen freestyleskiën 2009 in Inawashiro sleepte Hudak de bronzen medaille in de wacht op het onderdeel halfpipe. Twee jaar later veroverde de Amerikaanse in Deer Valley de zilveren medaille in de halfpipe.
In haar carrière behaalde Hudak vier medailles tijdens de Winter X Games, waaronder goud in 2010 op het onderdeel superpipe.

## Resultaten

### Wereldkampioenschappen
| Jaar | Plaats      | Resultaten |
| ---- | ----------- | ---------- |
| 2009 | Inawashiro  | Halfpipe   |
| 2011 | Deer Valley | Halfpipe   |

### Wereldbeker
Eindklasseringen
| Seizoen   | Algm | HP    |
| --------- | ---- | ----- |
| 2003/2004 | 66e  | 10e   |
| 2005/2006 | 52e  | 4e    |
| 2006/2007 | 51e  | Brons |
| 2007/2008 | 8e   | -     |
| 2008/2009 | 111e | 21e   |
| 2011/2012 | 118e | 19e   |
| 2012/2013 | 163e | 38e   |
| 2013/2014 | 166e | 35e   |

Wereldbekerzeges
| Datum         | Plaats     | Onderdeel |
| ------------- | ---------- | --------- |
| 12 maart 2008 | Valmalenco | Halfpipe  |